# 廣達集團
廣達集團，為台灣的企業集團之一，集團最高負責人為林百里。

## 旗下公司
- 廣達電腦（Quanta Computer lnc.）：筆記型電腦及伺服器代工大廠。
- 廣輝電子（Quanta Display Inc.）：TFT-LCD面板生產廠，已被併入友達光電。
- 廣明光電（Quanta Storage Inc.）：光碟機生產廠。
- 廣威網訊：網路通訊產品生產廠：數位互動式視訊轉換器(SET-TOP-BOX)
- 達威電子（Quanta Microsystems, Inc.）：無線網路通訊產品生產廠。
- 達裕國際（Tech View）：LCD Display的研發、製造及銷售：達裕國際為廣達與寶成工業合資成立的顯示器廠
- 達富電腦（Dolf Computer Co., Ltd.）：百美元計算機液晶電視手機（GPS）衛星定位系統等系列IT產品生產廠。
- 達見科技（FaceVsion Technology FVT）：universal video coding unit (FVexpress™), as well as pc companions phone(FVfone™Lite), and full function set-top-phone (FVfone™)
- 鼎天國際（RoyalTek Co., Ltd.）：全球定位系統（GPS）模組與便攜式導航器（PND）研發設計廠。
- 雲達科技（Quanta Cloud Technology）：專注於雲端運算解決方案，提供資料中心硬體設備和整合服務。
- 達明機器人（Techman Robot Inc.）：協作型機器人及自動化軟體解決方案公司，成立於2015年，前身為廣明光電內部事業部，產品包括內建智慧視覺的協作型機器人TM Robot。